# قصف لبنان (يونيو 1981)
في 17 يونيو 1981، بدأت الطائرات الحربية الإسرائيلية تقصف عدداً من أهداف منظمة التحرير الفلسطينية (م.ت.ف) في أنحاء لبنان، معظمها في بيروت وفي جنوب البلاد. وجاء ذلك رداً على العديد من الهجمات الصاروخية الفلسطينية على شمال إسرائيل خلال الحرب الأهلية اللبنانية.
وقد تعرضت المباني والجسور وغيرها من البنى التحتية في لبنان إما للتدمير أو ألحق بها أضرار بالغة، ووفقاً لتقارير فلسطينية ولبنانية فإن العملية خلفت ما بين 123 و300 قتيل. توعدت إسرائيل بمواصلة القتال ضد منظمة التحرير الفلسطينية حتى تتوقف الأخيرة عن إطلاق الصواريخ على الأراضي الإسرائيلية، في حين قالت منظمة التحرير الفلسطينية أن القصف لن يمر دون عقاب.

## الخلفية
جاءت الغارات الجوية رداً على الهجمات الصاروخية الفلسطينية المستمرة على شمال إسرائيل لليوم الثالث على التوالي. أصيبت أربعة نساء عندما ضرب صاروخ فلسطيني مستشفى للولادة في نهاريا، بالإضافة إلى ثلاثة آخرين من سكان البلدة. وكان ذلك في أعقاب تسليم كمية كبيرة من الأسلحة السوفيتية للفلسطينيين، بما في ذلك قاذفات صواريخ كاتيوشا. تم الإبلاغ عن الغارات الجوية بعد وقت قصير من إعلان الإذاعة اللبنانية عن أن القوى اليسارية في البلاد طلبت نشر منظومة مضادة للصواريخ في بيروت من نوع سام 6 سوفيتية الصنع.